# Giuseppina Gargano
Giuseppina Gargano (Catania, 1º gennaio 1853 – Bologna, 14 settembre 1939) è stata una cantante italiana.

## Biografia
Giuseppina D'Amico nacque a Catania, figlia di Pietro D'Amico e Anna Bonazinga D'Amico (1830-1906). I suoi genitori erano artisti. Suo padre faceva dimostrazioni di mesmerismo e ipnotismo e fu il fondatore della Società Magnetica Italiana. Sua madre ebbe un seguito come chiaroveggente. Giuseppina studiò canto a Bologna.

### Carriera
Nel 1870 Giuseppina D'Amico, ancora adolescente, era in tournée in Sud America con le esibizioni del padre, quando accettò una parte in una produzione de La sonnambula a Montevideo. Successivamente cantò nel ruolo di Gilda nel Rigoletto e presto si esibì anche a Buenos Aires e Rio de Janeiro. Era chiamata "la piccola Malibran", per confronto alla cantante spagnola Maria Malibran (1808-1836). Si esibiscì a livello internazionale, dal Sud America a Londra, Madrid, e Tbilisi, e in tutta Italia.

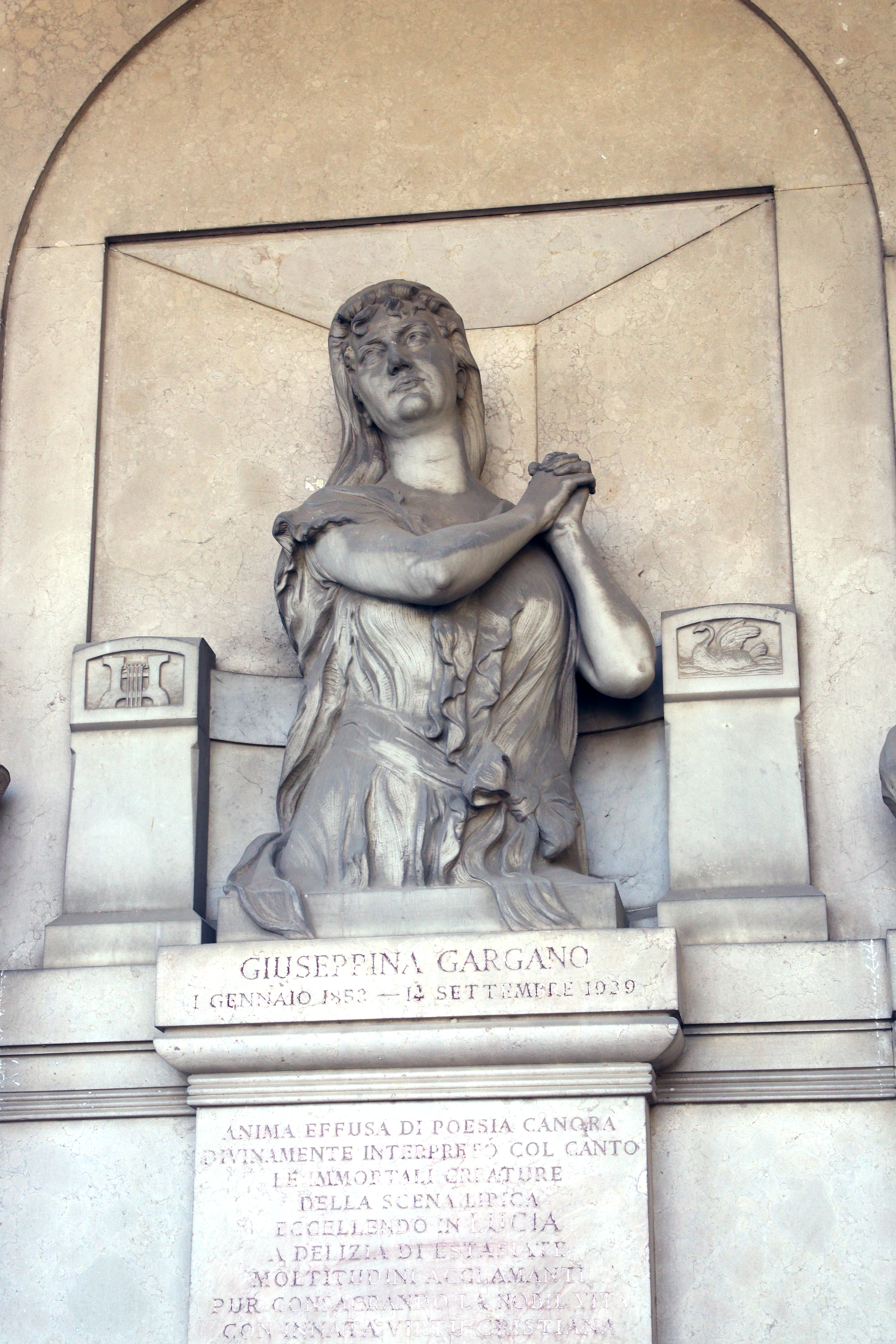
Ritratto di Giuseppina Gargano alla Certosa di Bologna

Un critico londinese scrisse: "Questa signora possiede poteri comici" a riguardo del suo ruolo di Rosina nel 1891 nel Barbiere di Siviglia . Durante il suo soggiorno a Londra del 1891, apparve anche ne Il matrimonio segreto e L'elisir d'amore.

### Vita privata
Giuseppina D'Amico sposò Valerio Gargano nel 1875, a Buenos Aires. Ebbero due figli, Emilia (1876-1970) e Vittorio (1886-1975).
Giuseppina Gargano morì nel 1939, all'età di 86 anni. É sepolta assieme ai suoi genitori e ai suoi figli nel Chiostro VIII, portico ovest, arco 67, del Cimitero monumentale della Certosa di Bologna; un busto della cantante, opera di Pasquale Rizzoli, abbellisce il monumento.